# 우라칸 (텔레노벨라)
《우라칸》(스페인어: Huracán)은 1997년 방영된 멕시코의 텔레노벨라이다.